# Yves Delacour
Yves Christian Victor Delacour, född 15 mars 1930 i Le Perreux-sur-Marne, död 14 mars 2014, var en fransk roddare.
Delacour blev olympisk bronsmedaljör i fyra utan styrman vid sommarspelen 1956 i Melbourne.